# Astert
Astert là một xã thuộc một ‘‘Verbandsgemeinde’’ - ở huyện Westerwald trong bang Rheinland-Pfalz, Đức. Xã Astert có diện tích 2,39 km².
Xã này nằm ở Westerwald giữa Limburg và Siegen trong Kroppacher Schweiz ("Kroppach Switzerland"), một khu vực bảo tồn. Sông Große Nister chảy qua xã này. Astert thuộc Verbandsgemeinde Hachenburg, một dạng xã tập thể chỉ có ở bang Rheinland-Pfalz. Các làng thuộc Astert gồm Oberdorf và Unterdorf.
Năm 1282, Astert được đề cập lần đầu trong tài liệu.